# 14147 Веньліншугуан
14147 Веньліншугуан (14147 Wenlingshuguang) — астероїд головного поясу, відкритий 23 вересня 1998 року.
Тіссеранів параметр щодо Юпітера — 3,572.
Назва «Шугуан», тобто ранкова зоря, у китайському місті-повіті Веньлін (кит.: 温嶺), яке розташоване на східному узбережжі материкового Китаю.